# Batoke
Batoke  est un village situé sur le versant sud du mont Etinde - mont qui jouxte le mont Cameroun - dans la région du Sud-Ouest du Cameroun. Il dépend du département du Fako et de la commune de Limbé 2.

## Géographie

### Localisation
Au niveau départemental, Batoke est limitrophe des villages de Limbola et de Batoke à l'est, Bakingili à l'ouest. Au nord, il est limité par le mont Etinde et, au sud, par la côte atlantique. Il est relié à Yaoundé par la route nationale no 3 et  se situe à environ 80 km de la capitale économique du Cameroun Douala. Le village dépend du département du Fako et de la commune de Limbé 2.

### Géographie et relief
Le village est situé sur un des versants du mont Etinde. Le relief se compose de roches sédimentaires datant du Crétacé et du Quaternaire, reposant sur les roches métamorphiques du Précambrien.

### Hydrographie

#### Petits cours d'eau
Le village est irrigué par de petits cours d'eau qui serpentent sur les flancs des petits massifs présents tout autour du mont Etinde. Ces cours d'eau se déversent dans l'océan Atlantique qui borde la limite sud du village.

#### L'océan Atlantique
La proximité du village avec l'océan Atlantique contribue et façonne l'histoire du village. Fort heureusement la position surélevée du village le rend peu sujet aux différents risques d'inondations et autres risques marins.

### Climat
Le village est situé en zone climatique équatoriale et bénéficie d'un climat humide et tempéré, avec néanmoins l'existence de deux saisons sèches (juillet-août et décembre-février) et de deux saisons humides (mars-juin et septembre-novembre). Cependant, du fait de la proximité atlantique, Mokundange jouit de la singularité pluviométrique propre au mont Cameroun, la hauteur moyenne annuelle de la pluviométrie, beaucoup plus importante au sud-ouest, est de 5 080 mm.

### Voies de communication et transports

#### Voies de communications
La nationale No 03 venant de Yaoundé traverse le village. Cependant de nombreuses pistes issues des anciens champs de plantation de la CDC sont utilisées pour la circulation dans l'agglomération. Des travaux de réhabilitation des anciennes voies et la construction de nouvelles voies sont en cours.

#### Transports
Partant de la capitale économique Douala, les coûts de transport varient suivant que l'on utilise des véhicules de transport de la communauté urbaine ou les voitures des particuliers. Pour ce qui est des véhicules de transport interurbain, il faut débourser 1300 FCFA pour un trajet entre le parc de voyage situé à la sortie de la ville jusqu'à l'entrée de la ville de Limbé. Pour emprunter des voitures des particuliers, communément appelés "Clandos : Clandestins", il faut débourser entre 2000 FCFA et 3000 FCFA suivant  l' affluence.  Et de l'entrée de la ville de Limbé, on débourse le montant de 500 FCFA, si l'on utilise les taxis pour se rendre au village. À l'intérieur du village, les déplacements motorisés s'effectuent uniquement par le biais des motos taxis.

## Urbanisme

### Morphologie urbaine
Comme la plupart de ses voisins, le village subit actuellement une forte croissance urbaine. Cela commence au début du XXe siècle, avec l'arrivée des colons allemands qui  développent de vastes champs de plantations. Ces champs modélisent les habitats des autochtones pour les rendre plus modernes. Après le départ des Allemands en 1915 et l'arrivée des Anglais, les champs sont regroupés autour de la CDC qui continue l'exploitation et l'amélioration des champs. Il faudra attendre 1981 avec la création de la Société Nationale de Raffinage du Cameroun (SONARA) pour avoir une économie alternative. Du fait du manque de logements pour leurs premiers employés, les habitations avec des matériaux durables naissent afin d’accueillir ce flux de travailleurs. De nos jours, l'on compte quelques rares habitations en matériaux provisoires qui rappellent le passé agricole du village.

### Projets d'aménagements
Du fait de l'organisation de la coupe d'Afrique des Nations de football, le village fait partie d'un vaste programme gouvernemental de projets d'aménagements. En effet un stade devant accueillir les matchs de cette compétition est construit dans le village voisin. La raréfaction des infrastructures hôtelières et d'accueil conduisent à l'éviction des habitants dont les constructions ne répondent pas aux normes actuelles  de sécurité. Ces démolitions sont dénoncées par les villageois qui sont fortement préoccupés par leur avenir.

### Risque sismique
Le risque sismique subsiste du fait que le village soit situé sur une des pentes du mont Cameroun qui est un volcan sujet à des éruptions volcaniques. Le mont Cameroun se situe dans une  zone géologiquement active, la Ligne Volcanique du Cameroun. Cette zone a contribué à la séparation du supercontinent Gondwana pour donner naissance aux plaques Africaines et Sud-Américaines.
- 1909 ; 1922 ; 1954 ; 1959 ; 1982[5].
- Avril 1999
- Le 19 mars 2005[6]
- le 04 février 2012[4]

## Histoire

### 1885-1914
L'histoire de Batoke est liée à celle des plantations allemandes du mont Cameroun. Durant la période coloniale allemande (1884-1916), les sociétés allemandes remarquent très tôt les possibilités agricoles offertes par les régions situées tout autour du mont Cameroun. Aussi, les sociétés Woeermann et Jantzen - Thôrmaleen acquièrent les premières terres en 1897. En 1914, ces sociétés contrôlent plus de 90 000 ha et en cultivent 18 000 ha. À la veille de la Première Guerre mondiale, la région du mont Cameroun est la plus vaste zone des plantations d'Afrique de l'Ouest. En 1869, la firme John Holt installe la première manufacture à Bimbia. En janvier 1897, est créée la plus importante des sociétés agricoles du Cameroun de l'époque : la West Afrikanische Pflanzung Victoria (WAPV). La seconde société derrière la WAPV est West Afrikanische Pflanzung Bibundi (WAPB) qui possède 14 000 ha à Bibundi, Isongo et Mukundange.
Batoke dépend de la commune de Limbé 2, qui dépend elle-même du département du Fako. Le ressort territorial du département du Fako a d'abord été fixé par le décret no 63-DF-250 du 26 juillet 1963, puis modifié le 30 août 1968 (amputé de l'arrondissement de Bamusso), donnant lieu à la création de trois arrondissements : Muyuka (15 décembre 1963), Victoria (30 août 1968) et Tiko. 
Il s'agit initialement de trois villages: Batoke beach, Batoke CDC Camp, Batoke Mile 8. La répartition de la population de cette époque est la suivante: 
| Village           | Commune  | Arrondissement | Population (année)      |
| ----------------- | -------- | -------------- | ----------------------- |
| Batoke Beach      | Victoria | Victoria       | 79 (1968)               |
| Batoke CDC Camp I | Victoria | Victoria       | 72 (1970)               |
| Batoke Mile 8     | Victoria | Victoria       | 390 (1953) / 120 (1969) |

Des trois subdivisions ci-dessus, Batoke Mile 8 bénéficie du plus de structures, notamment d'une école primaire, d'un centre de santé, une clinique spécialisée dans la léproserie, d'une station de presse d'huile de palme  et d'un jeune club de formation en agriculture.

## Éducation
Le village possède un lycée public d'enseignement secondaire

## Population

### Démographie
Batoke se situe dans la zone anglophone du Cameroun, anciennement État Fédéral du Cameroun Occidental, de ce fait, la langue la plus parlée est l'anglais. L'ethnie originaire, dans les années 1960, est celle des Bamboko. Cependant la région connait au début du vingtième siècle une immigration forcée des travailleurs Bamiléké de l'Ouest de Cameroun et des Boulous de Centre, pour des besoins de main d’œuvre dans les vastes plantations des Allemands.
Actuellement les Bakweris constituent l'ethnie majoritaire. Il s'agit d'une ethnie bantoue.

## Culture et patrimoine

### La pêche
Du fait de la proximité avec l’océan Atlantique, la pêche artisanale fait partie intégrante de la culture des habitants de Batoke. Cette pêche s'effectue le long des côte de l'océan, à une distance d'environ 3.2 km à partir du rivage. Les pirogues se concentrent dans les estuaires du secteur côtier des surfaces.  
Selon une étude menée par le Fonds Alimentaire Mondial, en 1983, le village compte 432 pirogues, pour 1172 pêcheurs et une estimation de 6600 tonnes de poissons par an. La pratique de la pêche artisanale s'effectue suivant trois types de pirogues:
- Les petites pirogues de 4 à 6 mètres de long transportant deux personnes. Pour ce cas précis, l'on utilise les crochets et des fils de pêche pour attraper les poissons chats et les barracudas.
- Les pirogues moyennes de 7 à 8 mètres de long, utilisant les filets maillants de 100 à 300 mètres de long. On les plonge dans les estuaires de l'océan à une profondeur de 3 à 9 mètres pour attraper les bancs de sardines.
- Les grandes pirogues de longueurs comprises entre 10 et 12 mètres pouvant transporter 14 hommes.

Plusieurs projets sons actuellement implémentés en vue de la modernisation des activités liées à la pêche. C'est le cas par exemple des fours de séchage de poisson à énergie solaire offerts par le consortium African Ressource Group Cameroon. En effet, le poisson fumé est très prisé par les populations locales en raison de son goût, sa facilité de conservation, ses avantages nutritionnels et ses prix compétitifs par rapport à d'autres denrées alimentaires comme le lait, la viande ou les œufs.

## Administration

### Personnalités liées au village
Le chef actuel du village Batoke se nomme Molive Molungu Otto. Le président du conseil du village se nomme Mbelle Raphael Eko.